# Жан Шлюмберже

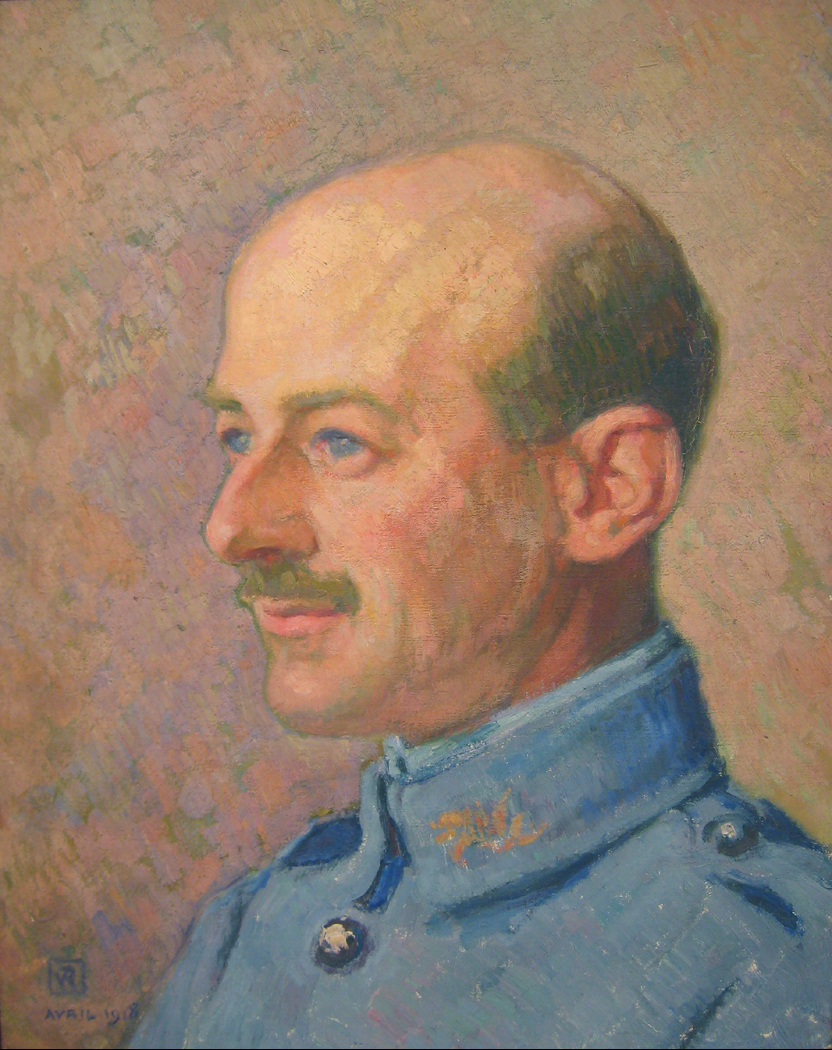
Портрет Жана Шлюмберже роботи худ. Тео ван Рейссельберге. 1914 р.

Жан Шлюмберже справжнє ім'я та прізвище Поль Конрад Ніколаус Йоганн Шлюмберже (фр. Jean Schlumberger; 26 травня 1877, Гебвіллер, Гранд-Ест — 25 жовтня 1968, Париж) — французький письменник, поет та журналіст.

## Біографія
Син Поля Шлюмберже, спадкоємця сім'ї текстильників ельзаського походження та Маргарити де Вітт, онуки політика Франсуа Гізо.
Автор романів, п'єс та збірок віршів. Разом з Андре Жідом та Жаком Копо був серед засновників французького літературного журналу «La Nouvelle Revue française».
Серед своїх друзів були Андре Жід та відома письменниця Маргеріт Юрсенар.
Президент французького ПЕН-клубу (1946—1951). Член Німецької академії мови та поезії.
Ж. Шлюмберже було надано звання почесного доктора Лейденського університету (1954) разом з Е. М. Форстером та В. ван Врісландом.

## Нагороди
- Велика літературна премія Французької академії (1942),
- Почесний доктор Лейденського університету (1954),
- Гран-прі з літератури (1955),
- Медаль Гете міста Франкфурта (1959).

## Вибрані твори
- Poème des temples et des tombeaux (1903)
- Le mur de verre (1904)
- Heureux qui comme Ulysse (1906)
- Césaire ou la puissance de l'esprit — Théâtre (1908)
- La mort de Sparte (1910)
- Épigrammes Romaines (1910)
- L'Inquiète Paternité (1911)
- Les fils Louverné (1914)
- Un homme heureux (1920)
- Un miracle de Notre-Dame — Théâtre- (1920)
- Le bien public — Théâtre (1921)
- Le Camarade infidèle (1922)
- Le marchand de cercueil — Théâtre (1922)
- Le Lion devenu vieux (1924)
- In Memoriam (100 Ex) 1925
- Dialogues avec le corps endormi (1925)
- Traité 1 — L'Enfant qui s'accuse (1927)
- L'Amour, le Prince, la Vérité (1927)
- Les Yeux de dix-huit ans (1928)
- Saint-Saturnin (1930)
- La tentation de Tati — Théâtre 1932
- Sur les frontières religieuses (1934)
- Histoire de quatre potiers (1935)
- Plaisir à Corneille (1936)
- Essais et dialogues (1937)
- Stéphane le glorieux (1940)
- Jalons (1941)
- Théâtre (1943)
- Nouveaux jalons (1943)
- Le Procès Pétain (1949)
- Éveils (1950)
- Passion (1956)
- Madeleine et André Gide (1956)
- Œuvres (1958)